# Einjahrzehnt
Einjahrzehnt è il quarto album in studio del gruppo hard rock neonazi tedesco Spreegeschwader, pubblicato nel 2004.

## Tracce
Testi e musiche degli Spreegeschwader, tranne ove indicato.
1. Iluminati - 6:41
2. Keine Gnade - 4:15
3. Einjahrzehnt - 4:01
4. Nur für Euch - 4:36
5. Bereit zum Kampf - 5:18
6. On the Road - 6:13
7. Lebe frei und stirb mit Stolz - 5:11
8. Soldat - 4:05 (testo: Nöri)
9. Mein Kind - 4:36
10. Begierde - 3:17
11. Der Ritt nach White Lake City - 5:16
12. Germania - 6:02
13. Outro„Pssst" - 0:33

## Formazione
- Alexander Gast - voce, cori
- Motte - chitarra, voce, cori
- Alexander-Willibald Bahls - batteria, percussioni, cori